# Sonja Pavčič
Sonja Helena Pavčič, ena najvidnejših ljubiteljskih igralk v zgodovini Šentjakobskega gledališča Ljubljana in od leta 1993 častna članica tega gledališča, rojena 16. december 1930, Dolenja vas pri Kranju, † avgust 2021

## Življenje in ustvarjanje
Sonja Pavčič se je rodila v Dolenji vasi pri Kranju, v družini štirih otrok, njena brata Janez in Cveto Pavčič sta znana športnika, prvi kot petkratni udeleženec olimpijskih iger, Cveto pa vsestranski športnik, udeleženec zimske olimpijade in organizator športnih dejavnosti, oba pa sta za svoje zasluge pri športu prejela Bloudkovo nagrado. Z družino so se kmalu preselili v Unec pri Rakeku, kjer se je začela gledališko udejstvovati že v mladosti. Po drugi svetovni vojni je naprej sodelovala na tedanjih mitingih, pozneje pa pri ustvarjanju »resnejših« gledaliških uprizoritev. V letih 1953/54 je bila dejavna v SKUD (Sindikalnem kulturno-umetniškem društvu) v Postojni, leto pozneje pa se je v Ljubljani pridružila Komornemu gledališču, ki ga je ustanovil Emil Frelih. Zaradi zasedenosti nekaterih igralcev predstava, ki so jo pripravljali, ni doživela premiere, zato je Sonja Pavčič leta 1956 odšla v Šentjakobsko gledališče Ljubljana. Njena prva vloga je bila Francka v Jurčičevem Sosedovem sinu v režiji Draga Pogorelca Karusa, ki jo je angažiral še v štNjena brata Janez in Cveto Pavčič sta znana športnika, prvi kot petkratni udeleženec olimpijskih iger, Cveto pa vsestranski športnik, udeleženec zimske olimpijade in organizator športnih dejavnosti, oba pa sta za svoje zasluge pri športu prejela Bloudkovo nagrado.
Zaigrala je v več kot 120 vlogah v skupaj 2337 ponovitvah in bila tudi večkrat nagrajena. 
Sonja Pavčič je bila zaposlena kot administrativna delavka v podjetju Ilirija Vedrog, njeno srce pa je utripalo za Šentjakobsko gledališče, v katerem je bila dejavna več kot petdeset let. Svojega odrskega ustvarjanja se spominja takole: »Z gledališčem sem se srečala že v domačem kraju na Uncu, kjer smo kot šolarji med počitnicami igrali razne igrice, ki nam jih je priskrbel ljubiteljski režiser Miro Fatur. Nasproti znane Maistrove hiše pa je stala t. i. Maistrova štala. Tam smo si na vrhu uredili domače gledališče. Očitno me je že od malih nog vleklo v gledališče. Kasneje smo tudi v Postojni nekaj pripravljali s pokojnim režiserjem Hinkom Košakom, ki me je spodbudil, da sem končno le odšla na avdicijo v Šentjakobsko gledališče. /.../ Ni bilo vedno na razpolago ne igralcev ne sredstev za opremo in zato smo se odločali za kompromise. Vedno pa smo skušali izbrati dela, kje je bila pomembna zgodba. Tudi zame je to nedvomno najpomembnejše. Dobro odigrana, občutena zgodba, ki pride do ljudi. Mislim, da tega z eksperimenti ne moreš popolnoma doseči.«

### Delovanje v Šentjakobskem gledališču
Izjemno obsežno dolgoletno delovanje Sonje Pavčič v gledališču pomeni nepogrešljiv prispevek k slovenski ljubiteljski gledališki ustvarjalnosti. Da je bila med tistimi ustvarjalkami in ustvarjalci, ki so najbolj zaznamovali zgodovino Šentjakobskega gledališča, priča tudi zapis dramaturga, redaktorja in prevajalca Vladimirja Frantarja: »Spominjam se, da sem prvič gledal Cankarjevo komedijo Za narodov blagor prav v Šentjakobskem teatru in predstava – v režiji Balbine Baranović-Battelino – je bila za tiste čase (1957) zelo moderna, prav avantgardna. Ob starejših igralcih so se dobro uveljavili tudi mlajši. Prihajali so vedno novi igralci; nekateri so po nekaj predstavah odšli, veliko jih je ostalo. V tem času sta začela znamenita šentjakobska veterana Sonja Pavčič in Drago Razboršek, ki sta zaznamovala delovanje in umetniško rast gledališča v naslednjih desetletjih. Zdaj lahko rečemo, da sta njuna igralska opusa – po kakovosti in obsegu – prav lahko primerljiva s tistimi, ki so jih ustvarili poklicni igralci.«
Sonja Pavčič je pogosto stala na odru skupaj z dolgoletnim soigralcem Dragom Razborškom. Predstavo Partija remija sta ustvarila pod taktirko priznanega režiserja Dušana Mlakarja: »Leta 1997 sem se z veseljem odzval vabilu takratnega direktorja Toneta Gogale, ki mi je ponudil režijo igre Daniela Lee Coburna Partija remija. S to uprizoritvijo naj bi prvaka šentjakobskega odra Sonja Pavčič in Drago Razboršek praznovala štirideseto obletnico gledališkega dela. Študij je bil zanimiv in zgledno profesionalen, in kot se za delo v teatru spodobi, tudi naporen. Poleg obilice teksta, saj v igri nastopata samo dva igralca, nam je največ preglavic povzročala igra s kartami, torej remi. /.../ Včasih so že popuščali živci, pa je Sonja s svojim prijetnim glasom pomirila situacijo in rekla 'Daj, no, daj, Drago, pomiri se, saj bo šlo! Dajva še enkrat.'. In res, vaja dela mojstra, na koncu se je vse srečno končalo. Nastala je lepa in sporočilno trpka predstava o dveh osamljenih ljudeh, ki se srečata na terasi doma za upokojence /.../ Rad se je spominjam kot tudi obeh plemenitih komedijantov Sonje in Draga in seveda vseh sodelavcev.«
Prvaka šentjakobskega ansambla Sonja Pavčič in Drago Razboršek, oba dobitnika nagrade Sklada Staneta Severja in zlatega prstana Šentjakobskega gledališča, sta večkrat skupaj obeležila obletnico svojega gledališkega delovanja. Decembra leta 2000 sta z uprizoritvijo Andréa Roussina Lokomotiva v režiji Mirana Herzoga praznovala 45 let igranja, oktobra 2006 pa sta s krstno uprizoritvijo dela Ervina Fritza Rdeči kotiček v režiji Andreja Stojana obeležila kar pol stoletja uspešnega gledališkega ustvarjanja in obenem slovo od odrskih desk. »Začela sta kot mlada igralca, s talentom in vztrajnim učenjem sta dosegla igralsko zrelost, svoje znanje in izkušnje pa sta predajala mlajšim generacijah. Znala sta pričarati prijetno vzdušje na vajah in med predstavami. Dolgo sta bila najpomembnejša igralca v celotnem repertoarju tega gledališča.«
Sonja Pavčič je bila od leta 1998 do leta 2002 tudi članica umetniškega sveta Šentjakobskega gledališča. V manjših vlogah je zaigrala tudi v nekaj slovenskih filmih.

## Nagrade
- 2015, zlato priznanje ZKD Ljubljana
- 2008, srebrna plaketa JSKD Republike Slovenije
- 2006, harlekin za življenjsko delo ob 50-letnici delovanja v Šentjakobskem gledališču Ljubljana
- 1996, naziv častna članica Šentjakobskega gledališča Ljubljana
- 1993, šentjakobski prstan (za 2000 nastopov v Šentjakobskem gledališču Ljubljana) 
- 1990, zlata Linhartova značka za vlogo v Dediščini
- 1985, Linhartova značka za 30 let gledališke dejavnosti
- 1984, 1500. nastop
- 1981, red zasluge za narod s srebrno zvezdo (priznanje članom Šentjakobskega gledališča Ljubljana)
- 1981, Harlekin I. (ob 60-letnici delovanja Šentjakobskega gledališča Ljubljana)
- 1980, maska ŠG (priznanje za 25 let gledališke dejavnosti v Šentjakobskem gledališču Ljubljana)
- 1979, Severjeva nagrada
- 1979, 1000. nastop
- 1975, Linhartova spominska plaketa (priznanje ZKOS)
- 1971, Linhartova značka za 10 let
- 1967, 500. nastop

## Vloge v Šentjakobskem gledališču (izbor)
- 1956/57, Sosedov sin, režija Drago Pogorelc Karus
- 1958/59, Stari Ilija, režija Hinko Košak (počastitev 100. obletnice rojstva Ignacija Borštnika)
- 1959/60, Mlada ljubezen na obisku, režija Drago Pogorelc Karus
- 1960/61, Lepa Vida, režija Drago Pogorelc Karus / Mornarjeva nevesta, režija Miran Petrovčič
- 1963/64, Matiček se ženi (Nežika), režija Peter Ovsec
- 1966/67, Samorastniki (Meta), režija Drago Pogorelc Karus
- 1968/69, Vdova Rošlinka (Rošlinka), režija Mile Hlebec
- 1972/73, Lucija (Maruša), režija Drago Pogorelc Karus / Gordijski vozel, režija Vesna Arhar
- 1973/74, Dom Bernarde Albe (Bernarda), režija Andrej Trupej
- 1974/75, Dr. (Mara), režija Vesna Arhar / Kastelka (Kastelka), režija Janez Drozg
- 1975/76, Pernjakovi (Pernjica), režija Viktor Molka
- 1976/77, Ščuke pa ni (Kremžarjeva), režija Grega Tozon
- 1978/79, Gospa ministrica, režija Igor Košir
- 1979/80, Upor jezne gospodinje (Mara Kember), režija Milan Stante
- 1981/82, Nagačeni ptič (Anđa), režija Milan Stante
- 1982/83, Oglas (Ema), režija Milan Stante
- 1983/84, Vražja ženska (Žena), režija Bojan Kapelj
- 1985/86, Naj poje čuk, režija Andrej Stojan
- 1986/87, Mišnica, režija Viktor Molka
- 1987/88, Vpliv gama žarkov na rast rumenih marjetic (Betty), režija Grega Tozon
- 1989/90, Dediščina (Maria), režija Anton Tomašič
- 1992/93, Srce igračk, režija Eva Škofič Maurer
- 1995/96, Kurbe (Hilda), režija Andrej Stojan
- 1996/97, Partija remija (Fonsia Dorsey), režija Dušan Mlakar / Voda (Franca), režija Peter Militarov
- 1997/98, Pod svobodnim soncem Pavliha (Ženska), režija Andrej Stojan
- 1998/99, Najlepša roža (Amina), režija Alen Jelen
- 2000/01, Lokomotiva (Sofija Ivanovna - Sonja), režija Miran Herzog
- 2001/02, Dedek Mraz in babica Mraz (Babica), režija Branka Bezeljak Glazer
- 2002/03, Jaz sem Herbert (Muriel), režija Andrej Stojan
- 2006/07, Rdeči kotiček (Lidija, udbovka v pokoju), režija Andrej Stojan